# No More Slavery
No More Slavery är ett album från 1986 av The Fugs.

## Låtlista
1. No More Slavery
2. Cold War
3. Dreams Of Sexual Perfection
4. South Africa
5. Dover Beach
6. The Smoking Gun
7. Working For The Yankee Dollar
8. Just Like A Jail
9. Here Come The Levellers
10. What Would Tom Paine Do?
11. Technology Is Going To Set Us Free
12. Hymn To America
13. Days Of Auld Lang Hippie
14. The Ballade Of The League Of Militant Agnostics
15. You Can't Go Into The Same River Twice